# Хэнтэй-Даурское нагорье
Хэнтэ́й-Дау́рское наго́рье (Хэнтэ́й-Чико́йское наго́рье) — нагорье в Забайкальском крае России, расположенное между государственной границей с Монголией, с одной стороны, и реками Чикой и Онон, с другой.
Общая протяжённость нагорья превышает 350 км, максимальная ширина — до 140 км. Преобладающие высоты составляют 1500—2200 м. Высшая точка — гора Быстринский Голец (2519 м). В состав нагорья входят следующие хребты: Мензинский, Асинский, Буркальский, Эсутайский, Чикоконский, Жергоконский, Перевальный, Хэнтэй, Онон-Бальджинский, Чатангинский, Становик. На территории нагорья так же находится Алтано-Кыринская впадина.
Нагорье сложено горными породами палеозойских формаций и представляет собой сводовой неотектоническое поднятие с венчающими его хребтами. В рельефе преобладают высокогорья с сильной степенью горизонтального и вертикального расчленения, дополненного густой системой тектонических разломов. Преобладают крутые склоны с курумами и скальными выступами, особенно в речных долинах. Зачастую такие склоны достигают высоты 500 м, и имеют уклон до 40 градусов. На некоторых хребтах и в речных долинах сохранились следы плейстоценовых оледенений. Основные типы ландшафта — горная тайга, предгольцовое редколесье, гольцы.